# Lasioderma haemorrhoidale
Lasioderma haemorrhoidale is een keversoort uit de familie klopkevers (Anobiidae). De wetenschappelijke naam van de soort is voor het eerst geldig gepubliceerd in 1807 door Illiger.